# Jianyang
Jianyang (建阳区S, Jiànyáng QūP) è un distretto della Cina, situato nella provincia del Fujian.